# ديف مايرز (كرة سلة)
ديف مايرز (بالإنجليزية: Dave Meyers)‏ مواليد 21 أبريل 1953 في سان دييغو - الوفاة 9 أكتوبر 2015، كان لاعب كرة سلة أمريكي. بدأ مسيرته الاحترافية في سنة 1975. تم اختياره من قبل فريق لوس أنجلوس ليكرز خلال الدرافت. بلغ طوله 6 قدم 8 بوصة (2.0 م). اعتزل اللعب في 1980.

## روابط خارجية
- ديف مايرز على موقع إن بي أي (الإنجليزية)
- ديف مايرز على موقع سبورتس رفرنس (الإنجليزية)
- ديف مايرز على موقع كلية كرة السلة في سبورتس رفرنس.كوم (الإنجليزية)
- ديف مايرز على موقع ريلجم (الإنجليزية)
- ديف مايرز على موقع بروبوليرز (الإنجليزية)